# Судемяе
Су́демяе (ест. Sudemäe küla) — село в Естонії, у волості Пейпсіяере повіту Тартумаа.

## Населення
Чисельність населення на 31 грудня 2011 року становила 11 осіб.

## Географія
Через населений пункт проходить автошлях 22237 (Алатсківі — Пала).

## Історія
До 23 жовтня 2017 року село входило до складу волості Алатсківі.